# マラウイ地震
マラウイ地震（マラウイじしん、英: Malawi earthquake）は、1989年3月10日にマラウイで発生した地震である。
震源地はマラウイ中部州で、規模はマグニチュード6.6であった。この震災により少なくとも9人が死亡、100人が負傷し、被害はサリマ県、デッザ県、ムチンジ県の範囲に及んだ。この震災で、およそ5万人が家を失った。マラウイ中部州の広い範囲で強い揺れが感じられたほか、モザンビークのニアサ州やテテ州のほか、ザンビアの一部でも揺れが感じられた。